# Echoes, Silence, Patience & Grace
Echoes, Silence, Patience & Grace é o sexto álbum de estúdio da banda Foo Fighters, lançado no dia 25 de setembro de 2007.
Neste álbum, eles voltam a trabalhar com o produtor Gil Norton, que não produzia um disco do Foo Fighters desde The Colour and the Shape, de 1997. O álbum teve quatro singles lançados: "The Pretender", "Long Road to Ruin", "Cheer Up, Boys (Your Make Up Is Running)" e "Let It Die".

## Faixas
Todas as canções foram compostas por Dave Grohl, Taylor Hawkins, Chris Shiflett e Nate Mendel.
1. "The Pretender" – 4:29
2. "Let It Die" – 4:05
3. "Erase/Replace" – 4:13
4. "Long Road to Ruin" – 3:44
5. "Come Alive" – 5:10
6. "Stranger Things Have Happened" (Dave Grohl) – 5:21
7. "Cheer Up, Boys (Your Make Up Is Running)" – 3:41
8. "Summer's End" – 4:37
9. "Ballad of the Beaconsfield Miners" (Dave Grohl) – 2:32
10. "Statues" – 3:47
11. "But, Honestly" – 4:35
12. "Home" – 4:52

### B-sides
1. "Once & for All" (demo) - 3:47
2. "Seda" - 3:44
3. "If Ever" - 4:13
4. "Bangin'" - 3:48
5. "Band on the Run" - 5:07

## Posições do álbum
| Críticas profissionais                                                      | Críticas profissionais |
| Avaliações da crítica                                                       | Avaliações da crítica  |
| Fonte                                                                       | Avaliação              |
| --------------------------------------------------------------------------- | ---------------------- |
| Allmusic                                                                    | [ 1 ]                  |
| Daily Star                                                                  | (Favorável)            |
| Digital Spy                                                                 | [ 3 ]                  |
| Entertainment Weekly                                                        | (A)                    |
| Pitchfork Media                                                             | (4.2/10)               |
| Robert Christgau                                                            | (B)                    |
| Rolling Stone                                                               | [ 7 ]                  |
| Spin                                                                        | [ 8 ]                  |
| Sputnikmusic                                                                | (2.5/5)                |
| The Times                                                                   | [ 10 ]                 |
| Esta tabela precisa de ser acompanhada por texto em prosa. Consulte o guia. |                        |

| Gráfico (2007)                   | Melhor posição |
| -------------------------------- | -------------- |
| UK Albums Chart                  | 1              |
| Canadian Albums Chart            | 1              |
| ARIA Albums Chart                | 1              |
| RIANZ Albums Chart               | 1              |
| Billboard Hard Rock Albums Chart | 1              |
| Suíça                            | 2              |
| Irlanda                          | 2              |
| European Top Albums Chart        | 2              |
| Billboard 200                    | 3              |
| Alemanha                         | 3              |
| Mega Album Top 100               | 6              |
| Finlândia                        | 7              |
| Itália                           | 15             |
| Hungria                          | 33             |

## Posições dos singles
| Ano  | Canção              | Gráfico                | Posição |
| ---- | ------------------- | ---------------------- | ------- |
| 2007 | "The Pretender"     | Mainstream Rock Tracks | No. 1   |
| 2007 | "The Pretender"     | Modern Rock Tracks     | No. 1   |
| 2007 | "The Pretender"     | UK Singles Chart       | No. 8   |
| 2007 | "The Pretender"     | RIANZ                  | No. 9   |
| 2007 | "The Pretender"     | ARIA                   | No. 10  |
| 2007 | "The Pretender"     | Irish "IRMA" Top 50    | No. 11  |
| 2007 | "The Pretender"     | Mega Top 50            | No. 13  |
| 2007 | "The Pretender"     | Hot Digital Songs      | No. 18  |
| 2007 | "The Pretender"     | Billboard Hot 100      | No. 37  |
| 2007 | "The Pretender"     | Swedish Top 60         | No. 46  |
| 2007 | "The Pretender"     | Pop 100                | No. 47  |
| 2007 | "The Pretender"     | Alemanha               | No. 72  |
| 2007 | "Long Road to Ruin" | UK Rock Chart          | No. 1   |
| 2007 | "Long Road to Ruin" | Modern Rock Tracks     | No. 1   |
| 2007 | "Long Road to Ruin" | Mainstream Rock Tracks | No. 2   |
| 2007 | "Long Road to Ruin" | RIANZ                  | No. 28  |
| 2007 | "Long Road to Ruin" | UK Singles Chart       | No. 35  |
| 2007 | "Long Road to Ruin" | ARIA Charts            | No. 38  |
| 2007 | "Long Road to Ruin" | Alemanha               | No. 79  |
| 2008 | "Long Road to Ruin" | Billboard Hot 100      | No. 89  |
| 2008 | "Let It Die"        | Modern Rock Tracks     | No. 1   |
| 2008 | "Let It Die"        | Mainstream Rock Tracks | No. 5   |
| 2008 | "Let It Die"        | Bubbling Under Hot 100 | No. 6   |
| 2008 | "Let It Die"        | Canadian Hot 100       | No. 60  |

## Créditos
- Dave Grohl – vocal, guitarra ritmica, piano em "Summer's End", "Statues" e "Home"
- Taylor Hawkins – bateria, piano em "Summer's End", vocal de apoio em "Erase/Replace", "Cheer Up, Boys (Your Make Up Is Running)" e "But, Honestly"
- Chris Shiflett – guitarra, vocal de apoio em "Cheer Up, Boys (Your Make Up Is Running)"
- Nate Mendel – baixo

### Músicos adicionais
- Drew Hester – percussão em "Come Alive", "Let it Die", "Cheer Up, Boys (Your Make Up Is Running)", "Long Road to Ruin" e "Summer's End"
- Rami Jaffee – teclado em "Let it Die", "Erase/Replace", "Long Road to Ruin", "Come Alive" e "But, Honestly", acordeon em "Statues"
- Brantley Kearns Jr. – fiddle em "Statues"
- Kaki King – violão em "Ballad of the Beaconsfield Miners"
- Pat Smear – guitarra em "Let it Die"
- Quarteto de cordas - The Section Quartet (arranjos e maestro por Audrey Riley)

### Produção
- Gil Norton – produção
- Adrian Bushby – engenharia
- Jake Davies - engenharia de pro tools
- John Lousteau – assistente de engenharia
- Rich Costey – mixagem
- Claudius Mittendorfer – assistente de mixagem
- Brian Gardner – masterização

## Prêmios
Grammy Awards
| Ano  | Vencedor                          | Categoria                    |
| ---- | --------------------------------- | ---------------------------- |
| 2008 | The Pretender                     | Melhor Performance Hard Rock |
| 2008 | Echoes, Silence, Patience & Grace | Melhor Álbum de Rock         |
| Ano  | Indicado                          | Categoria                    |
| 2008 | The Pretender                     | Gravação do Ano              |
| 2008 | The Pretender                     | Melhor Canção de Rock        |
| 2008 | Echoes, Silence, Patience & Grace | Álbum do Ano                 |

BRIT Awards
| Ano  | Vencedor                          | Categoria           |
| ---- | --------------------------------- | ------------------- |
| 2008 | Echoes, Silence, Patience & Grace | Álbum Internacional |
| 2008 | Foo Fighters                      | banda Internacional |